# The Price Woman Pays
The Price Woman Pays (o The Eternal Mephisto) è un film muto del 1919 diretto da George Terwilliger.

## Produzione
Il film fu prodotto dalla California Motion Picture Corporation e dalla J. Frank Hatch Enterprises.
Il filmato con Beatriz Michelena nel ruolo di Marguerite proviene probabilmente da una pellicola incompiuta della California Motion Picture Corporation di Faust del 1916.

## Distribuzione
Distribuito dalla L.L. Hiller, il film uscì nelle sale statunitensi nell'ottobre 1919.
Non si conoscono copie ancora esistenti della pellicola che viene considerata presumibilmente perduta.